# Anisa Haghdadi
Anisa Haghdadi es una emprendedora social británica, galardonada con la Medalla del Imperio Británico por servicios a la educación y los jóvenes. Desde 2005 y hasta comienzo de 2013 trabajó como fundadora y CEO de Beatfreeks, en Birmingham.
Anisa creció en Birmingham, concurrió para su educación al Escuela Rey Eduardo VI Cinco Maneras, antes de graduarse por la Aston University en 2012, con el grado en licenciada en Administración de Empresas.
A los quince años, creó su primer emprendimiento social: Strictly Street, y luego entonces cofundó "Fifteen Minute Trainer Ltd." "Identity Dance Project" "Canis Major", y "Beatfreeks" - una galardonada empresa social con participación de jóvenes en arte, y oportunidades de entrenamiento y liderazgo .

## Honores

### Galardones
- 2012: tras ser premiada con el "Premio Joven Profesional  Birmingham del Año de aspiración de Talento",[8] Haghdadi fue invitada a usar la silla en la Comisión de Birmingham Future.[6]
- 2013: Medalla del Imperio Británico por servicios a la educación de gente joven.[9]

- 2015: beca de la Academia de Artes Sky, por producciones creativas de más de 1000 aplicaciones .[10]